# خربة الشیخ سعد
خربة الشیخ سعد (خربة الشیخ سعد) منطقه‌ای مسکونی در فلسطین است.